# Карасівка (Богодухівський район)
Карасі́вка — село в Золочівській громаді Богодухівського району Харківської області України. Населення становить 204 осіб.

## Географічне розташування
Село Карасівка розташоване за 7 км від селища Золочів. У селі бере початок Балка Хвощевата, яка через 5 км впадає до річки Лопань (права притока), на річці кілька загат, до села примикає селище Калинове і також кілька невеликих лісових масивів (дуб).

## Історія
Дата першої згадки - 1724 рік
За даними на 1864 рік у власницькому селі Харківського повіту мешкало 1290 осіб (614 чоловічої статі та 676 — жіночої), налічувалося 102 дворових господарства, існувала православна церква.
Станом на 1914 рік село було центром Карасівської волості.
12 червня 2020 року, розпорядженням Кабінету Міністрів України № 725-р «Про визначення адміністративних центрів та затвердження територій територіальних громад Харківської області», увійшло до складу Золочівської селищної громади.
19 липня 2020 року, в результаті адміністративно-територіальної реформи та ліквідації Золочівського району, село увійшло до складу Богодухівського району.